# 대한민국의 인구순 도시 목록

특별시
특별자치시
광역시
대도시
행정도시
도시

대한민국의 인구순 도시 목록(大韓民國-人口順都市目錄)은 다음과 같다. 표는 대한민국의 도시(군 단위 이상)를 인구 순으로 배열한 것이다.
통계청 인구총조사에 근거한 것이다.

## 인구순 도시 목록
- 시 (특별시, 광역시, 특별자치시, 자치시, 행정시) 또는 도 (도, 특별자치도) 산하의 군 지역만 포함 (일부 광역시 내에 있는 군은 광역시로 통합)

| 2021년 6월의 순위 | 행정구역                | 지역        | 행정 구분 | 2022년 11월 인구 (명) |
| ----------------- | ----------------------- | ----------- | --------- | --------------------- |
| 1                 | 서울특별시              | 수도권      | 광역단체  | 9,407,540             |
| 2                 | 부산광역시              | 영남권      | 광역단체  | 3,320,276             |
| 3                 | 인천광역시              | 수도권      | 광역단체  | 2,964,820             |
| 4                 | 대구광역시              | 영남권      | 광역단체  | 2,365,619             |
| 5                 | 대전광역시              | 호서권      | 광역단체  | 1,446,749             |
| 6                 | 광주광역시              | 호남권      | 광역단체  | 1,432,049             |
| 7                 | 경기도 수원특례시       | 수도권      | 기초단체  | 1,191,063             |
| 8                 | 울산광역시              | 영남권      | 광역단체  | 1,111,371             |
| 9                 | 경기도 용인특례시       | 수도권      | 기초단체  | 1,091,797             |
| 10                | 경기도 고양특례시       | 수도권      | 기초단체  | 1,063175              |
| 11                | 경상남도 창원특례시     | 영남권      | 기초단체  | 1,003,737             |
| 12                | 경기도 성남시           | 수도권      | 기초단체  | 920,362               |
| 13                | 경기도 화성특례시       | 수도권      | 기초단체  | 1,040,000             |
| 14                | 충청북도 청주시         | 호서권      | 기초단체  | 849,388               |
| 15                | 경기도 부천시           | 수도권      | 기초단체  | 763,599               |
| 16                | 경기도 남양주시         | 수도권      | 기초단체  | 730,245               |
| 17                | 충청남도 천안시         | 호서권      | 기초단체  | 657,821               |
| 18                | 전북특별자치도 전주시   | 호남권      | 기초단체  | 652,458               |
| 19                | 경기도 안산시           | 수도권      | 기초단체  | 643,044               |
| 20                | 경기도 안양시           | 수도권      | 기초단체  | 565,392               |
| 21                | 경기도 평택시           | 수도권      | 기초단체  | 602,442               |
| 21                | 경상남도 김해시         | 영남권      | 기초단체  | 542,713               |
| 23                | 경상북도 포항시         | 영남권      | 기초단체  | 506,494               |
| 24                | 제주특별자치도 제주시   | 제주권      | 행정      | 489,202               |
| 25                | 경기도 시흥시           | 수도권      | 기초단체  | 475,396               |
| 26                | 경기도 파주시           | 수도권      | 기초단체  | 516,585               |
| 27                | 경기도 의정부시         | 수도권      | 기초단체  | 451,876               |
| 28                | 경기도 김포시           | 수도권      | 기초단체  | 485,070               |
| 29                | 경상북도 구미시         | 영남권      | 기초단체  | 419,761               |
| 30                | 경기도 광주시           | 수도권      | 기초단체  | 397,310               |
| 31                | 경상남도 양산시         | 영남권      | 기초단체  | 351,168               |
| 32                | 강원특별자치도 원주시   | 강원권      | 기초단체  | 350,252               |
| 33                | 경상남도 진주시         | 영남권      | 기초단체  | 347,489               |
| 34                | 세종특별자치시          | 호서권      | 광역단체  | 342,328               |
| 36                | 충청남도 아산시         | 호서권      | 기초단체  | 314,238               |
| 37                | 전북특별자치도 익산시   | 호남권      | 기초단체  | 298,928               |
| 35                | 경기도 광명시           | 수도권      | 기초단체  | 286,090               |
| 38                | 강원특별자치도 춘천시   | 강원권      | 기초단체  | 283,742               |
| 39                | 경상북도 경산시         | 영남권      | 기초단체  | 282,626               |
| 41                | 전북특별자치도 군산시   | 호남권      | 기초단체  | 273,649               |
| 42                | 경기도 하남시           | 수도권      | 기초단체  | 273,587               |
| 43                | 전라남도 여수시         | 호남권      | 기초단체  | 271,741               |
| 44                | 전라남도 순천시         | 호남권      | 기초단체  | 266,809               |
| 45                | 경상북도 경주시         | 영남권      | 기초단체  | 262,264               |
| 46                | 경상남도 거제시         | 영남권      | 기초단체  | 257,847               |
| 40                | 경기도 군포시           | 수도권      | 기초단체  | 253,253               |
| 47                | 전라남도 목포시         | 호남권      | 기초단체  | 233,948               |
| 48                | 경기도 오산시           | 수도권      | 기초단체  | 219,877               |
| 49                | 경기도 이천시           | 수도권      | 기초단체  | 218,798               |
| 50                | 강원특별자치도 강릉시   | 강원권      | 기초단체  | 215,914               |
| 51                | 경기도 양주시           | 수도권      | 기초단체  | 212,631               |
| 52                | 충청북도 충주시         | 호서권      | 기초단체  | 212,274               |
| 53                | 경기도 안성시           | 수도권      | 기초단체  | 198,832               |
| 54                | 경기도 구리시           | 수도권      | 기초단체  | 186,525               |
| 55                | 충청남도 서산시         | 호서권      | 기초단체  | 171,364               |
| 56                | 제주특별자치도 서귀포시 | 제주권      | 행정      | 169,358               |
| 57                | 충청남도 당진시         | 호서권      | 기초단체  | 168,508               |
| 58                | 경상북도 안동시         | 영남권      | 기초단체  | 165,704               |
| 59                | 경기도 포천시           | 수도권      | 기초단체  | 161,239               |
| 60                | 경기도 의왕시           | 수도권      | 기초단체  | 151,852               |
| 61                | 전라남도 광양시         | 호남권      | 기초단체  | 144,010               |
| 62                | 경상북도 김천시         | 영남권      | 기초단체  | 140,765               |
| 63                | 충청북도 제천시         | 호서권      | 기초단체  | 136,929               |
| 64                | 경상남도 통영시         | 영남권      | 기초단체  | 132,962               |
| 65                | 충청남도 논산시         | 충청권      | 기초단체  | 123,774               |
| 66                | 경상북도 칠곡군         | 영남권      | 기초단체  | 121,778               |
| 67                | 경상남도 사천시         | 영남권      | 기초단체  | 111,655               |
| 68                | 경기도 여주시           | 수도권      | 기초단체  | 111,476               |
| 69                | 충청남도 공주시         | 호서권      | 기초단체  | 111,017               |
| 70                | 경기도 양평군           | 수도권      | 기초단체  | 109,359               |
| 71                | 전북특별자치도 정읍시   | 호남권      | 기초단체  | 109,263               |
| 72                | 경상북도 영주시         | 영남권      | 기초단체  | 108,443               |
| 73                | 전라남도 나주시         | 호남권      | 기초단체  | 105,579               |
| 74                | 충청북도 음성군         | 충청권      | 기초단체  | 104,509               |
| 75                | 경상남도 밀양시         | 영남권      | 기초단체  | 103,894               |
| 76                | 충청남도 홍성군         | 충청권      | 기초단체  | 103,048               |
| 77                | 충청남도 보령시         | 충청권      | 기초단체  | 100,922               |
| 78                | 전북특별자치도 완주군   | 호남권      | 기초단체  | 98,528                |
| 79                | 경상북도 상주시         | 영남권      | 기초단체  | 98,189                |
| 80                | 경상북도 영천시         | 영남권      | 기초단체  | 97,675                |
| 81                | 경기도 동두천시         | 수도권      | 기초단체  | 86,950                |
| 82                | 강원특별자치도 동해시   | 강원권      | 기초단체  | 89,151                |
| 83                | 전북특별자치도 김제시   | 호남권      | 기초단체  | 82,358                |
| 84                | 전라남도 무안군         | 호남권      | 기초단체  | 81,420                |
| 85                | 전북특별자치도 남원시   | 호남권      | 기초단체  | 79,282                |
| 86                | 충청북도 진천군         | 충청권      | 기초단체  | 79,186                |
| 87                | 충청남도 예산군         | 충청권      | 기초단체  | 78,678                |
| 88                | 강원특별자치도 속초시   | 강원권      | 기초단체  | 78,618                |
| 89                | 경상북도 문경시         | 영남권      | 기초단체  | 70,016                |
| 90                | 경상남도 함안군         | 영남권      | 기초단체  | 67,906                |
| 91                | 강원특별자치도 삼척시   | 강원권      | 기초단체  | 67,860                |
| 92                | 강원특별자치도 홍천군   | 강원권      | 기초단체  | 67,168                |
| 93                | 전라남도 해남군         | 호남권      | 기초단체  | 67,123                |
| 94                | 충청남도 부여군         | 충청권      | 기초단체  | 67,028                |
| 95                | 경상남도 창녕군         | 영남권      | 기초단체  | 62,544                |
| 96                | 충청남도 태안군         | 충청권      | 기초단체  | 61,170                |
| 97                | 전라남도 고흥군         | 호남권      | 기초단체  | 60,984                |
| 98                | 전라남도 화순군         | 호남권      | 기초단체  | 60,566                |
| 99                | 경상남도 거창군         | 영남권      | 기초단체  | 60,083                |
| 100               | 경기도 가평군           | 수도권      | 기초단체  | 62,177                |
| 101               | 전라남도 영암군         | 호남권      | 기초단체  | 57,679                |
| 102               | 충청남도 금산군         | 충청권      | 기초단체  | 55,672                |
| 103               | 전북특별자치도 고창군   | 호남권      | 기초단체  | 54,947                |
| 104               | 경기도 과천시           | 수도권      | 기초단체  | 53,853                |
| 105               | 충청남도 서천군         | 충청권      | 기초단체  | 53,321                |
| 106               | 경상남도 고성군         | 영남권      | 기초단체  | 52,439                |
| 107               | 전북특별자치도 부안군   | 호남권      | 기초단체  | 51,249                |
| 108               | 경상북도 의성군         | 영남권      | 기초단체  | 50,082                |
| 109               | 충청북도 옥천군         | 충청권      | 기초단체  | 49,898                |
| 110               | 전라남도 영광군         | 호남권      | 기초단체  | 49,670                |
| 111               | 충청북도 영동군         | 충청권      | 기초단체  | 49,034                |
| 112               | 경상북도 울진군         | 영남권      | 기초단체  | 48,504                |
| 113               | 전라남도 완도군         | 호남권      | 기초단체  | 48,332                |
| 114               | 경상북도 예천군         | 영남권      | 기초단체  | 46,321                |
| 115               | 강원특별자치도 철원군   | 강원권      | 기초단체  | 44,770                |
| 116               | 강원특별자치도 태백시   | 강원권      | 기초단체  | 44,733                |
| 117               | 경기도 연천군           | 수도권      | 기초단체  | 43,990                |
| 118               | 전라남도 담양군         | 호남권      | 기초단체  | 43,781                |
| 119               | 경상남도 합천군         | 영남권      | 기초단체  | 43,449                |
| 120               | 경상남도 하동군         | 영남권      | 기초단체  | 43,441                |
| 121               | 강원특별자치도 횡성군   | 강원권      | 기초단체  | 43,211                |
| 122               | 경상남도 남해군         | 영남권      | 기초단체  | 42,986                |
| 123               | 충청남도 계룡시         | 충청권      | 기초단체  | 41,858                |
| 124               | 전라남도 장성군         | 호남권      | 기초단체  | 41,663                |
| 125               | 경상북도 청도군         | 영남권      | 기초단체  | 41,278                |
| 126               | 경상북도 성주군         | 영남권      | 기초단체  | 41,225                |
| 127               | 강원특별자치도 평창군   | 강원권      | 기초단체  | 40,264                |
| 128               | 전라남도 보성군         | 호남권      | 기초단체  | 39,942                |
| 129               | 충청북도 괴산군         | 충청권      | 기초단체  | 38,579                |
| 130               | 경상남도 함양군         | 영남권      | 기초단체  | 37,942                |
| 131               | 충청북도 증평군         | 충청권      | 기초단체  | 37,625                |
| 132               | 강원특별자치도 영월군   | 강원권      | 기초단체  | 36,934                |
| 133               | 전라남도 장흥군         | 호남권      | 기초단체  | 36,275                |
| 134               | 경상북도 영덕군         | 영남권      | 기초단체  | 36,148                |
| 135               | 강원특별자치도 정선군   | 강원권      | 기초단체  | 36,002                |
| 136               | 전라남도 신안군         | 호남권      | 기초단체  | 35,592                |
| 137               | 경상남도 산청군         | 영남권      | 기초단체  | 34,033                |
| 138               | 전라남도 강진군         | 호남권      | 기초단체  | 33,637                |
| 139               | 경상북도 고령군         | 영남권      | 기초단체  | 33,094                |
| 140               | 충청북도 보은군         | 충청권      | 기초단체  | 32,253                |
| 141               | 충청남도 청양군         | 충청권      | 기초단체  | 31,299                |
| 142               | 경상북도 봉화군         | 영남권      | 기초단체  | 31,082                |
| 143               | 전라남도 함평군         | 호남권      | 기초단체  | 30,948                |
| 144               | 강원특별자치도 인제군   | 강원권      | 기초단체  | 30,524                |
| 145               | 전라남도 진도군         | 호남권      | 기초단체  | 29,432                |
| 146               | 전라남도 곡성군         | 호남권      | 기초단체  | 28,768                |
| 147               | 강원특별자치도 고성군   | 강원권      | 기초단체  | 28,621                |
| 148               | 충청북도 단양군         | 충청권      | 기초단체  | 28,411                |
| 149               | 전북특별자치도 순창군   | 호남권      | 기초단체  | 27,017                |
| 150               | 전북특별자치도 임실군   | 호남권      | 기초단체  | 26,409                |
| 151               | 경상남도 의령군         | 영남권      | 기초단체  | 26,292                |
| 152               | 강원특별자치도 양양군   | 강원권      | 기초단체  | 25,556                |
| 153               | 강원특별자치도 화천군   | 강원권      | 기초단체  | 24,625                |
| 154               | 경상북도 청송군         | 영남권      | 기초단체  | 24,441                |
| 155               | 전라남도 구례군         | 호남권      | 기초단체  | 24,420                |
| 156               | 전북특별자치도 무주군   | 호남권      | 기초단체  | 23,195                |
| 157               | 전북특별자치도 진안군   | 호남권      | 기초단체  | 22,998                |
| 158               | 강원특별자치도 양구군   | 강원권      | 기초단체  | 22,355                |
| 159               | 전북특별자치도 장수군   | 호남권      | 기초단체  | 21,395                |
| 160               | 경상북도 영양군         | 영남권      | 기초단체  | 16,579                |
| 161               | 경상북도 울릉군         | 영남권      | 기초단체  | 6,212                 |
| 전국              | 대한민국                | 나라 (국가) | 국가      | 51,692,310            |

## 갤러리

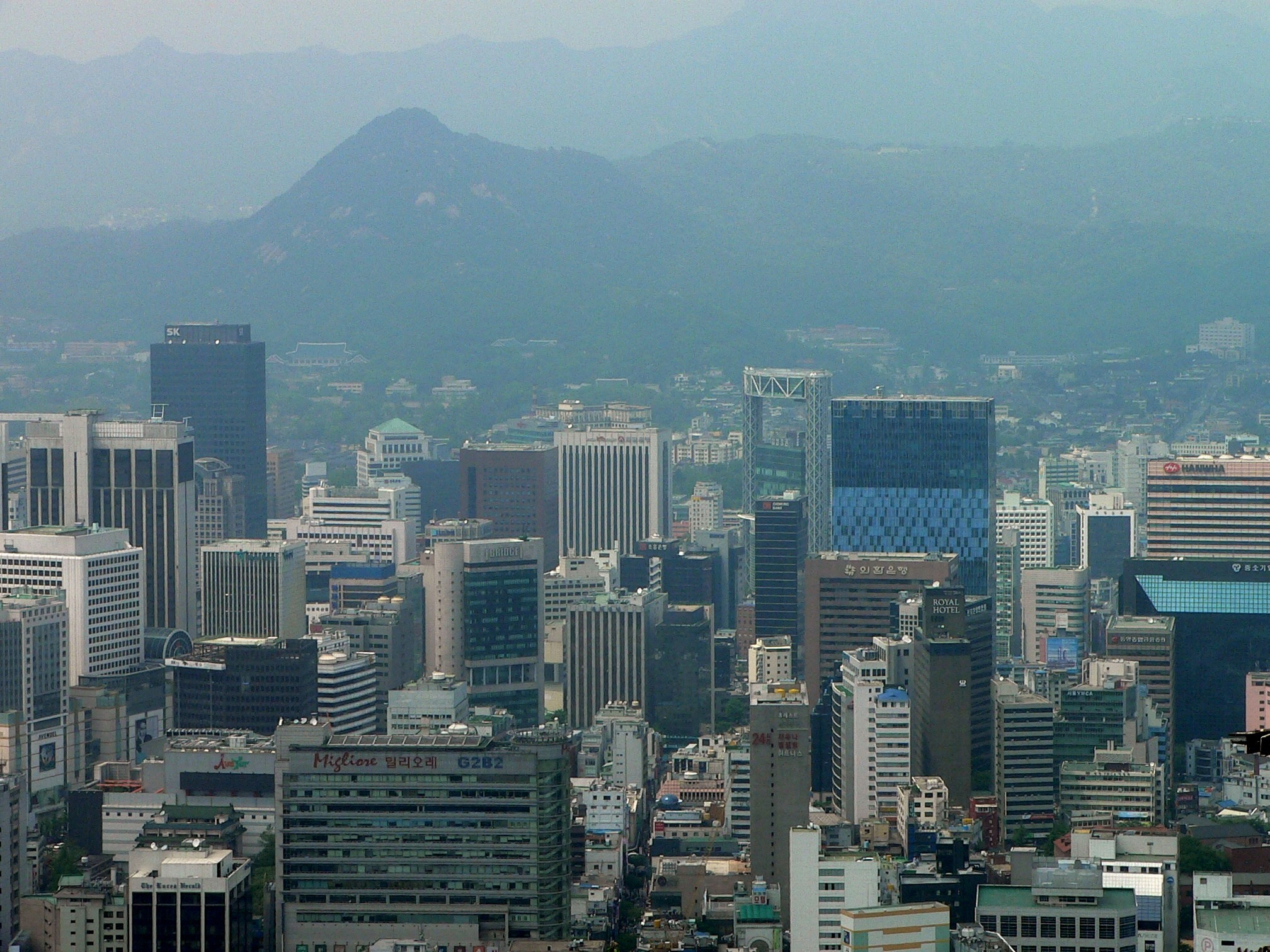
1위 - 서울
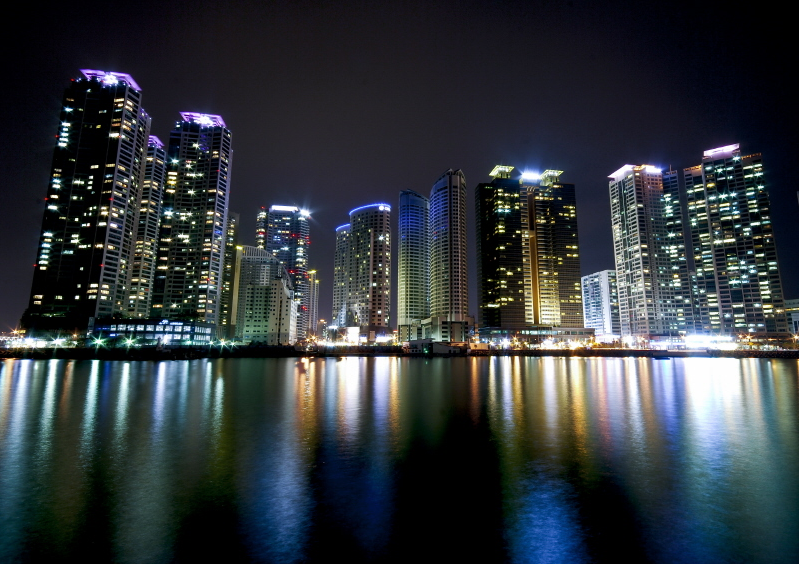
2위 - 부산
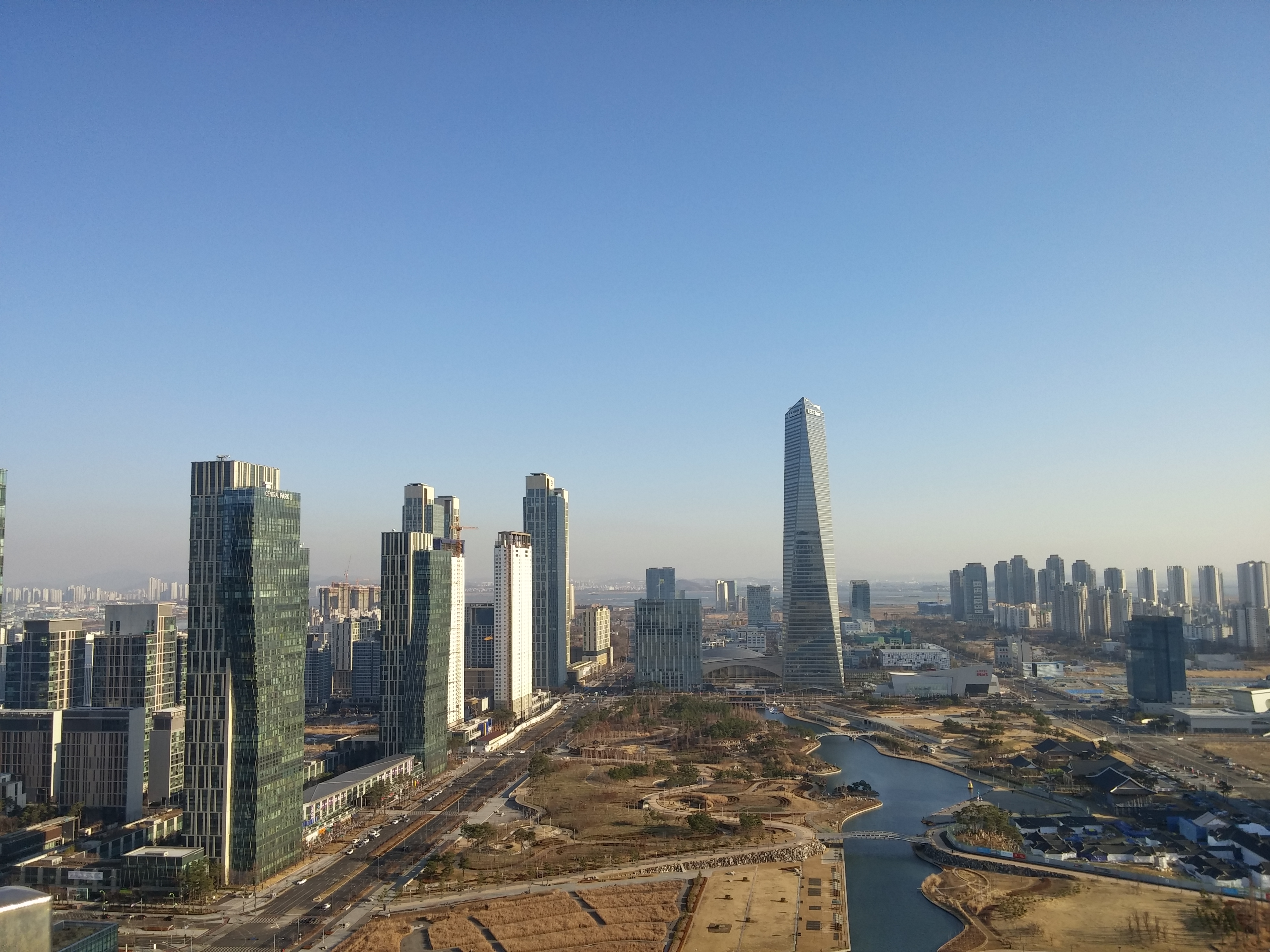
3위 - 인천
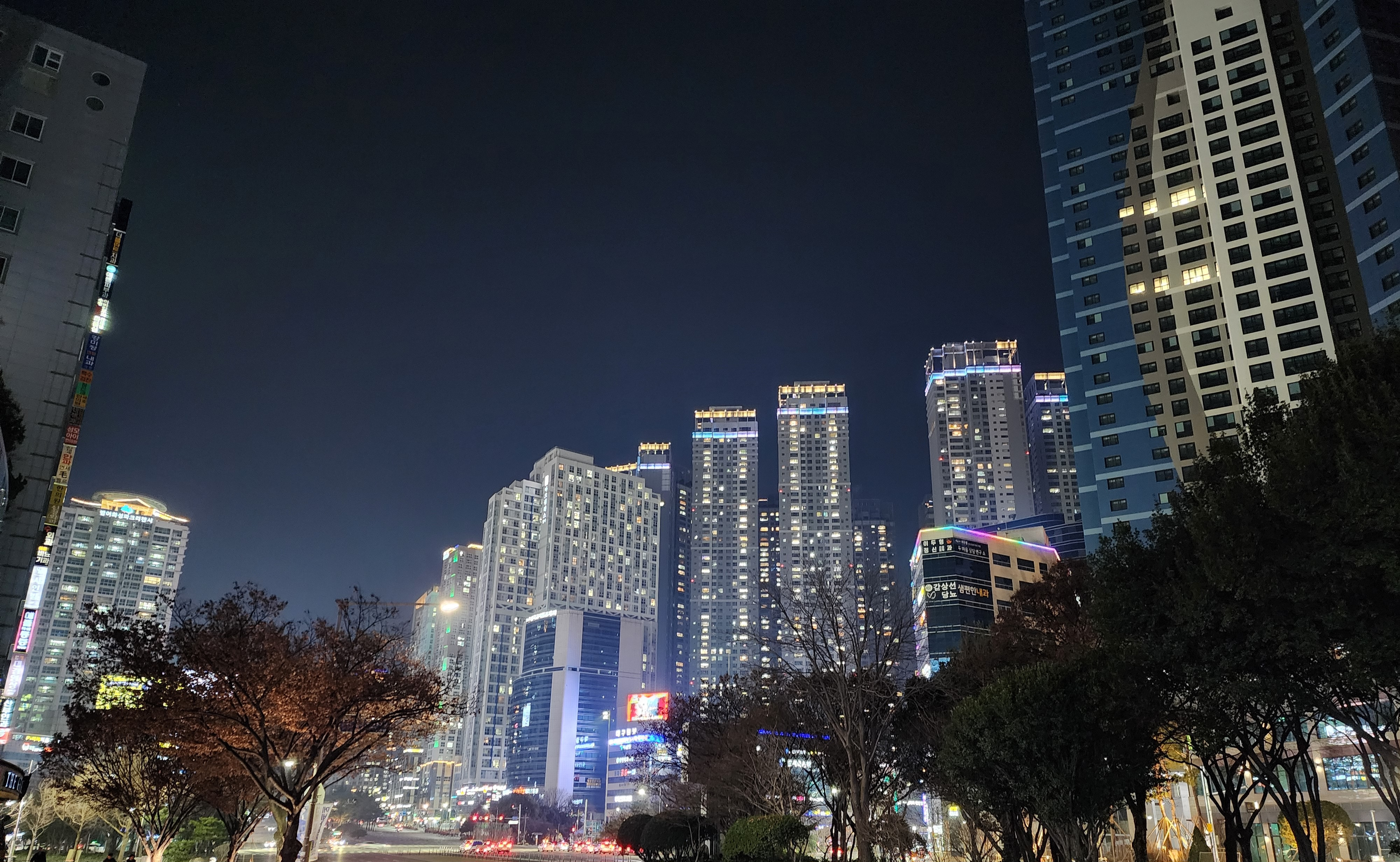
4위 - 대구
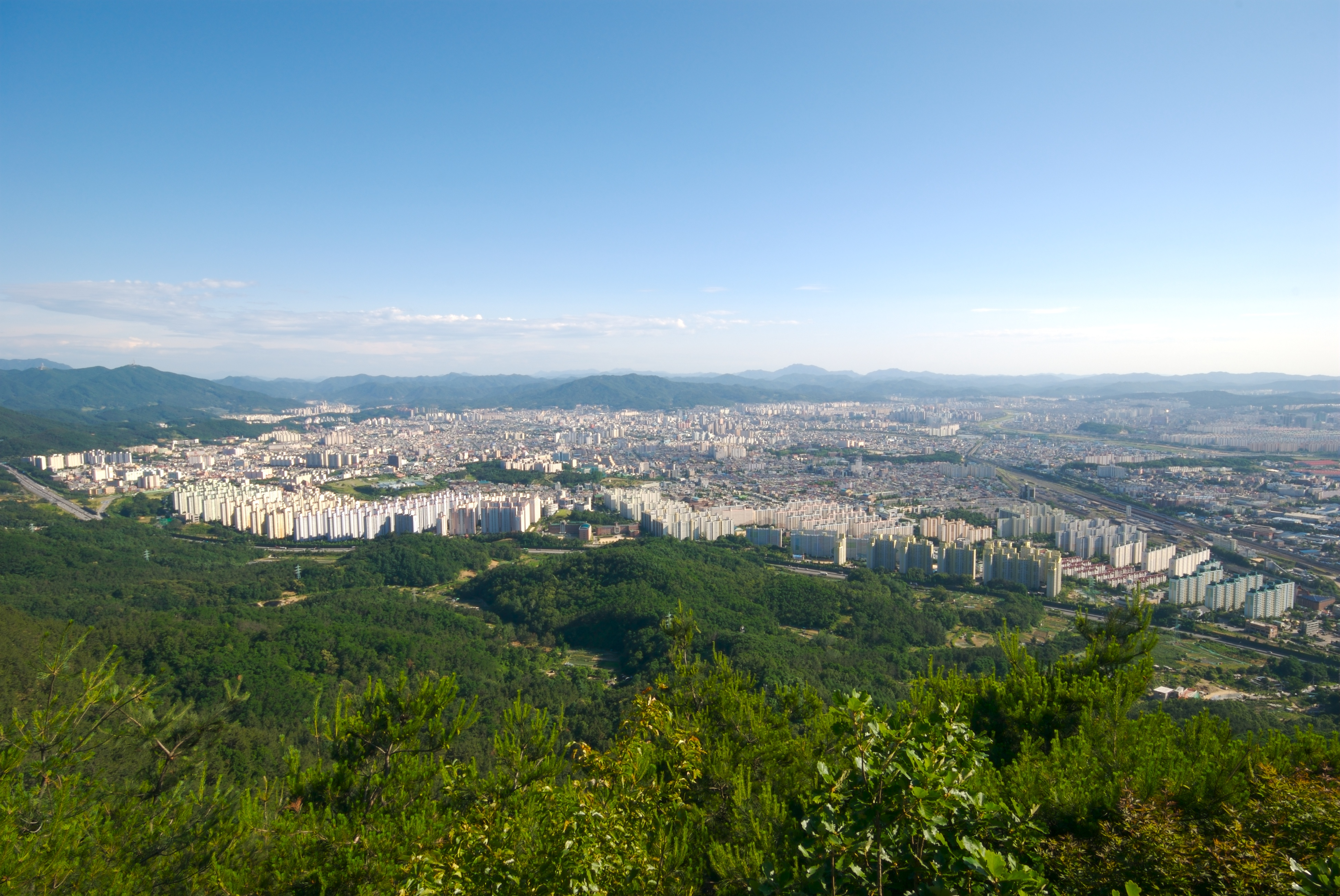
5위 - 대전
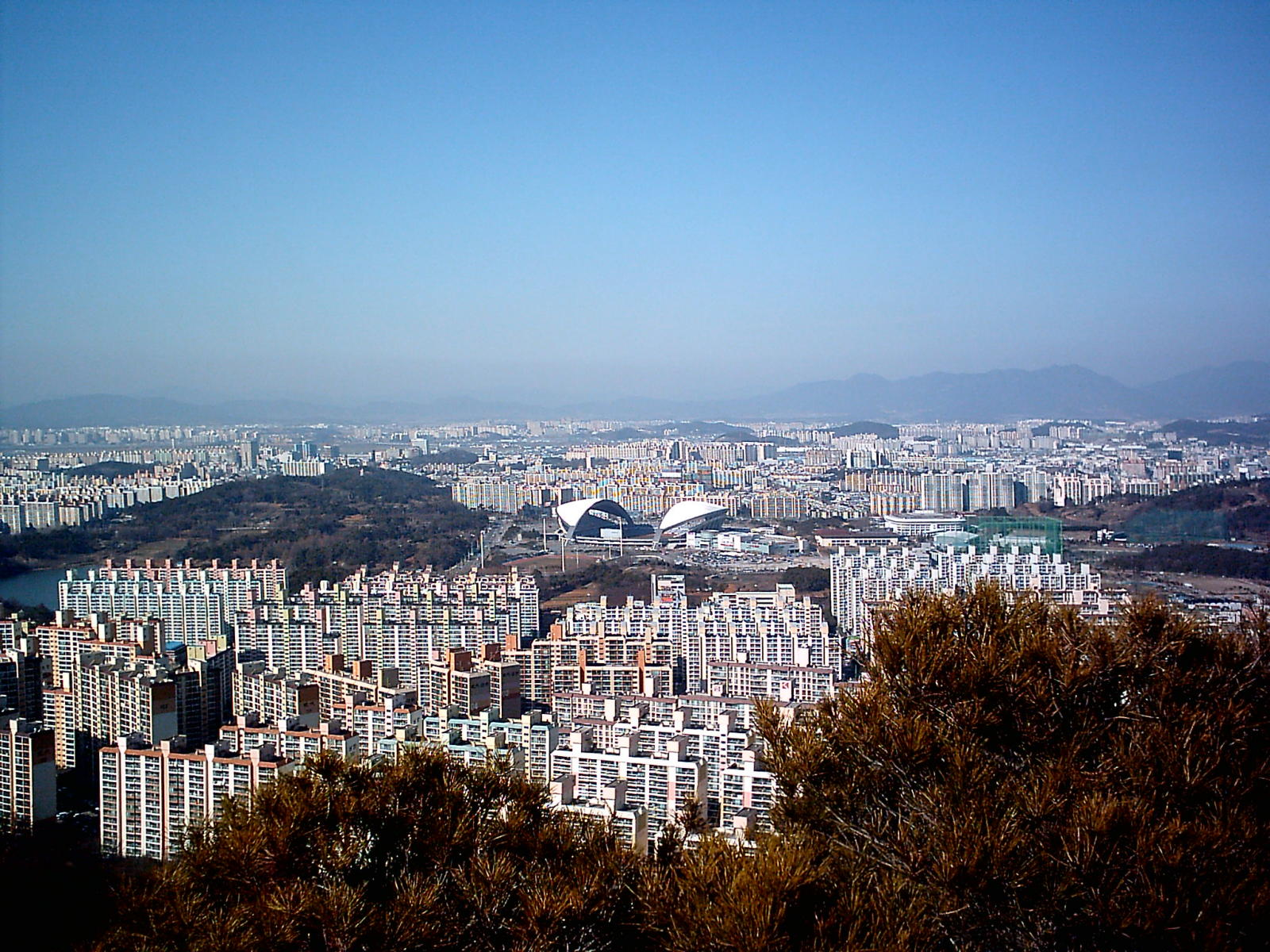
6위 - 광주
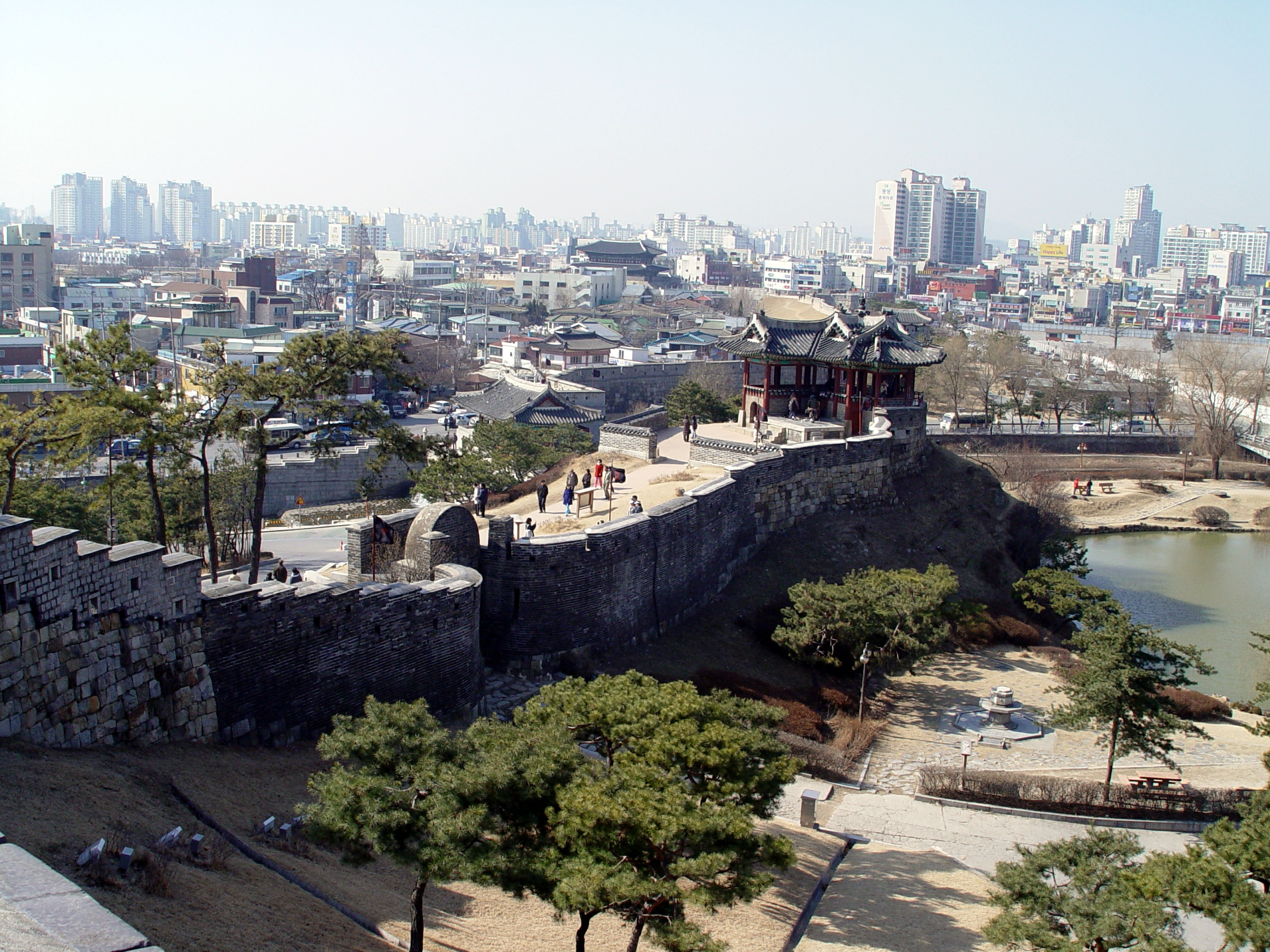
7위 - 수원
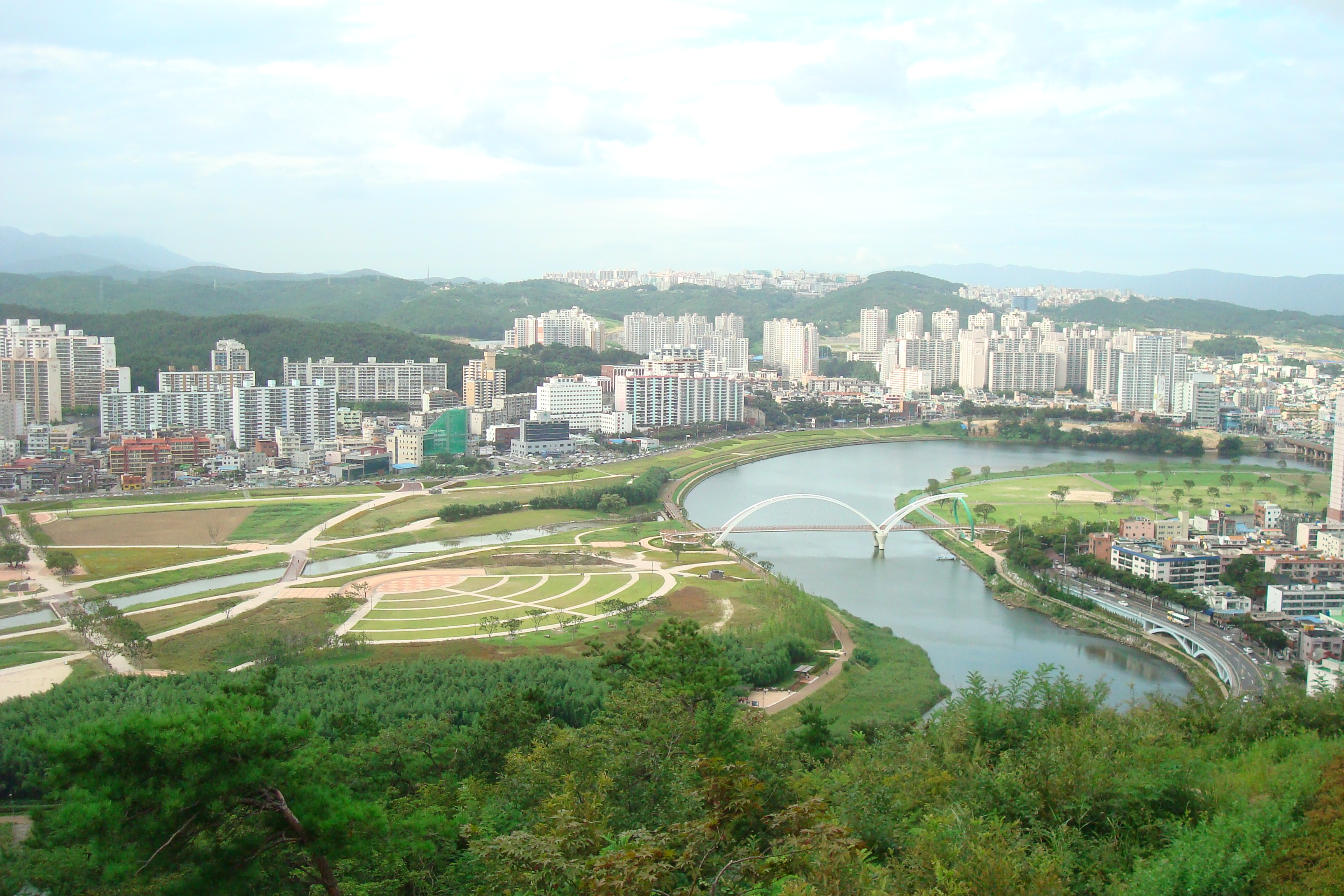
8위 - 울산
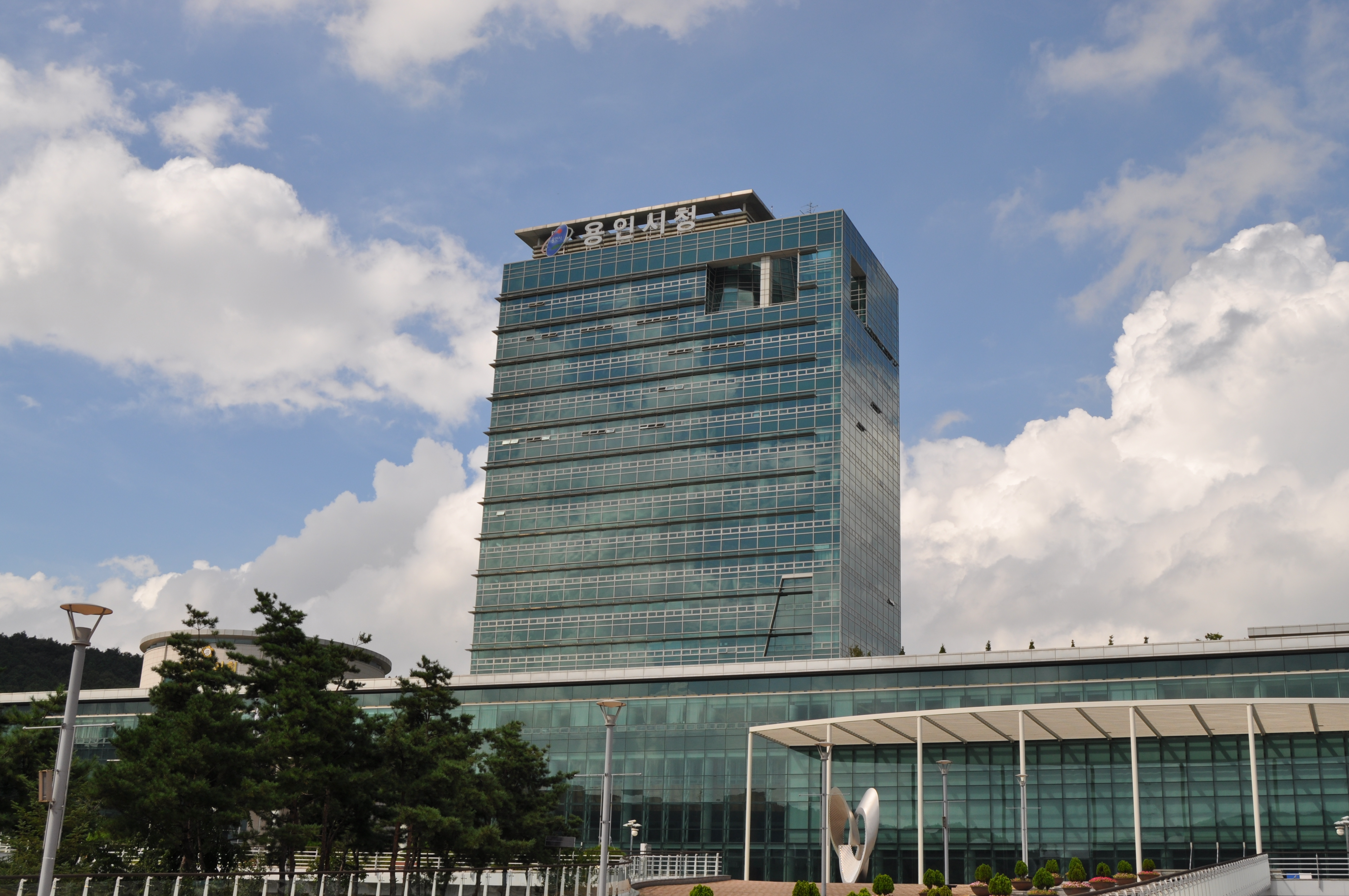
9위 - 용인
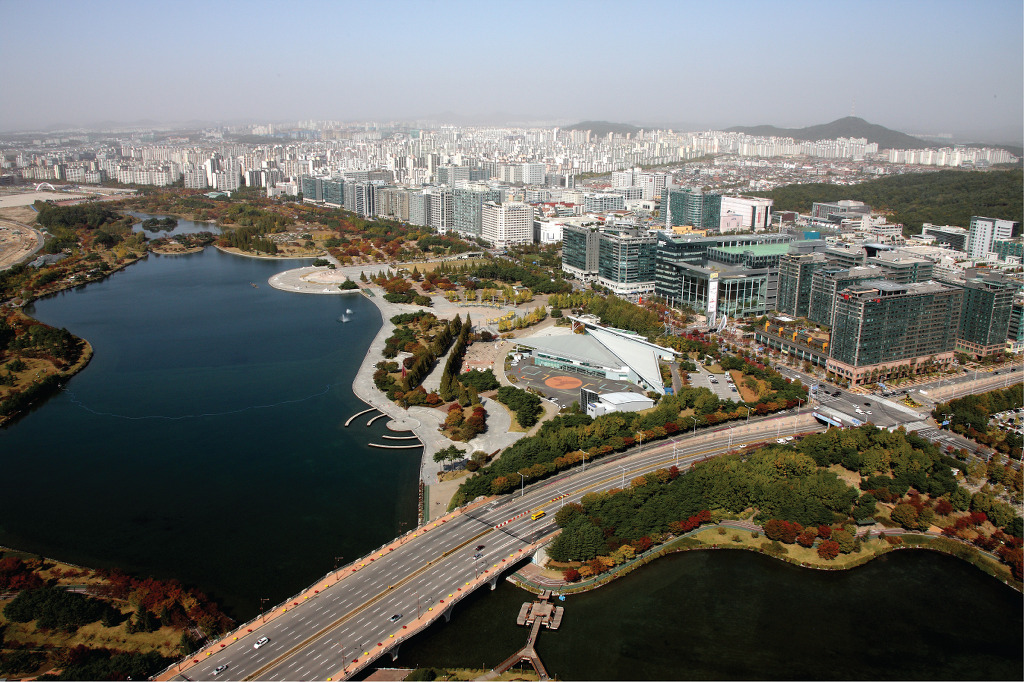
10위 - 고양
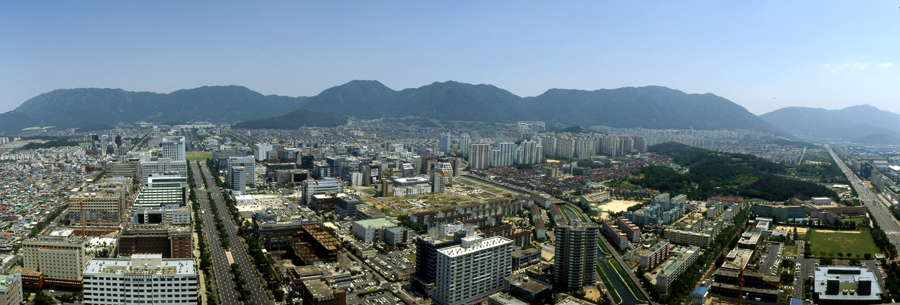
11위 - 창원

## 같이 보기
- 설치순 대한민국의 도시 목록
- 대한민국의 읍 목록
- 대한민국의 인구
- 미국의 인구순 도시 목록